# Institute for Security and Development Policy
Institute for Security and Development Policy (ISDP) är en svensk tankesmedja, som sedan starten arbetar med internationell säkerhetspolitik med inriktning på Europas närmaste omgivning i Asien och länderna i Kaukasus.
ISDP grundades 2007, med utgångspunkt i det av Svante Cornell och Niklas Swanström (född 1970). 2002 inrättade forskningsprogrammet "Silk Road Studies" vid Uppsala universitet. Det leds 2023 av Svante Cornell och Niklas Swanström.
Med tiden har ISDP:s verksamhet utökats till att även omfatta länder i Sydostasien och Östasien.
Institutet får sedan 2008 sin huvudsakliga finansiering från Utrikesdepartementet (UD). Under Carl Bildts tid som utrikesminister ingick Svante Cornell i en särskilt handplockat rådgivande grupp av akademiker. För 2022-2023 fick ISDP ett årligt verksamhetsstöd på 5 miljoner kronor från UD som utökades med 1,2 miljoner kronor för sitt arbete på Kaukasus.
Sedan grundandet har ISDP återkommande kritiserats för sina nära band till Azerbajdzjan med misstankar om mutor och bestickningar (se: kaviardiplomati). År 2017 skrev Dagens Nyheter om att ISDP tog emot pengar från The European Azerbaijani Society, en ökänd azerbajdzjansk lobbyorganisation. I ett flertal granskningar gjorda av Blankspot framgår det ISDP tar emot pengar från ett azerbajdzjanskt byggbolag ägt av landets president Ilham Alijev. Den liberala riksdagsledamoten Fredrik Malm har ifrågasatt ISDP:s oberoende från Azerbajdzjan, liksom Björn Söder (SD) och Håkan Svenneling (V) som har väckt frågor i Riksdagen om ISDP:s finansiering.